# Lee Sang-hwa
Lee Sang-Hwa, född den 25 februari 1989 i Seoul, Sydkorea, är en sydkoreansk skridskoåkare.
Hon tog OS-guld på damernas 500 meter i samband med de olympiska skridskotävlingarna 2010 i Vancouver. Hon tog OS-guld igen på samma distans i samband med de olympiska skridskotävlingarna 2014 i Sotji.